# Sitio de Amberes (1584-1585)
El asedio de Amberes tuvo lugar entre el 3 de julio de 1584 y el 17 de agosto de 1585, durante la guerra de los Ochenta Años, este decisivo asedio fue consumado por las tropas españolas al mando del Rayo de la Guerra. Con el éxito de este asedio, se culminó una de las ofensivas españolas más importantes durante el conflicto ya que en el plazo de dos años se cercaron un gran número de ciudades estratégicas al mismo tiempo; todas ellas con victoria para los intereses de las armas imperiales: Zutphen en 1583, Terramunda el 17 de agosto de 1584, Gante el 17 de septiembre, Bruselas tomada el 10 de marzo de 1585, unos días después Nimega y Malinas el 19 de julio.

## El asedio

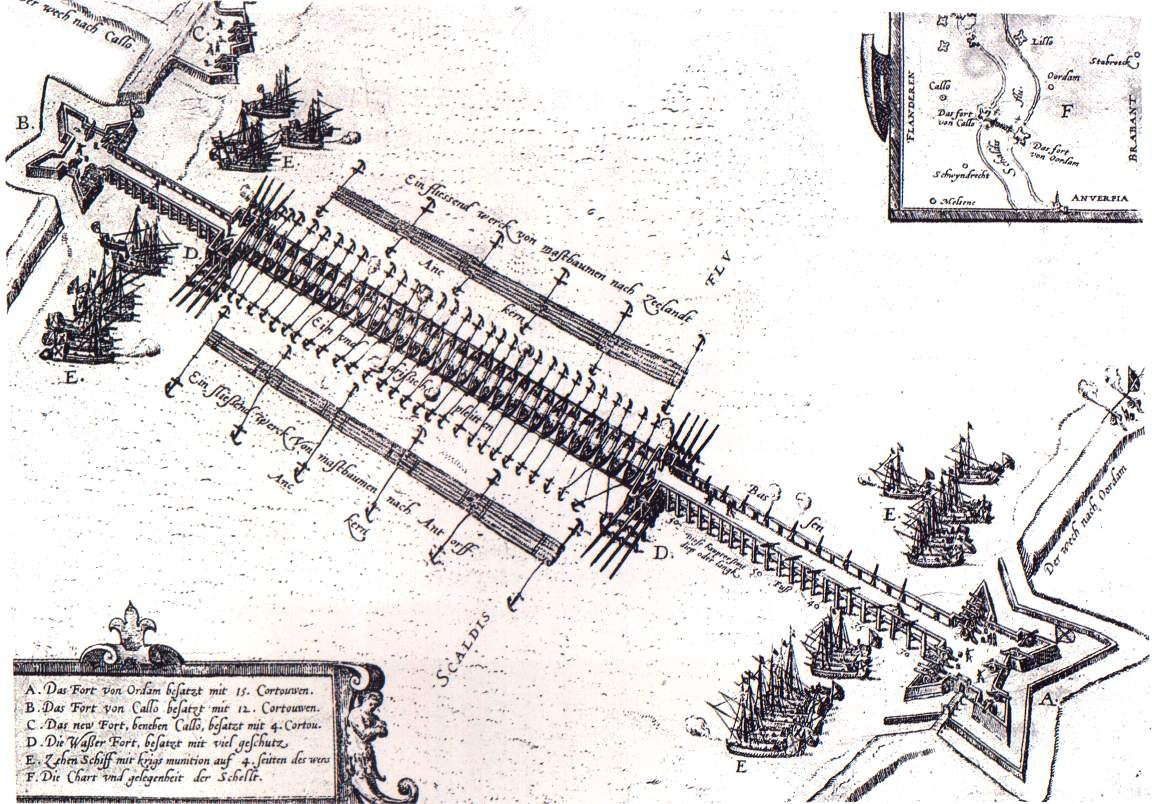
Esquema del Puente Farnesio sobre el Escalda.

En ese tiempo, Amberes era la mayor ciudad flamenca y constituía el centro económico, cultural y financiero de las Diecisiete Provincias. Contaba con una población de más de 100 000 habitantes. Tras el asedio español, los rebeldes protestantes supervivientes fueron obligados a desalojar la ciudad. Con este hecho se ponía punto final a la etapa dorada de la ciudad, la cual ya había finalizado con el Saqueo de Amberes.
El asedio comenzó a mediados de 1584, después de una racha de victorias (conquistas de Dunquerque, Ypres, Aalst, Nieuwpoort,etc.) del capitán general Alejandro Farnesio sobre las tropas rebeldes.
La conquista por parte de los Tercios españoles de este enclave protegido por diez baluartes, un amplio foso inundado y el río Escalda, lo que le daba fama de inexpugnable, se consumó gracias a la construcción de un puente de 800 metros de largo y 4 de ancho sobre el río. Esta obra de ingeniería militar que unía las provincias de Brabante y Flandes es comparable al puente que Julio César levantó sobre el Rin, aunque este tenía la mitad de longitud comparado con el construido por Alejandro Farnesio. La construcción del puente consistió en colocar unos postes de madera verticales sobre el lecho del río, unidos luego por vigas de madera transversales, sobre este armazón se colocaron los tablones que daban forma al suelo. En los dos extremos del puente se levantaron dos baluartes. Los últimos 600 metros del puente se tuvieron que hacer colocando, como cuando Jerjes entró en Grecia, una hilera de barcas sujetas con cuerdas y maderas, con las que luego se creó el suelo. Para la defensa del puente, se colocaron 97 piezas de artillería y a los lados del puente, una línea de pequeñas barcazas unidas de tres en tres. La obra se terminó en tan solo siete meses.
El asedio fue duro, la conquista de baluartes, revellines y fortines costó muchas bajas en ambos bandos. Para conseguir la madera necesaria para construir el puente, la trajeron en convoyes desde Dinamarca e Italia, además hubo que asaltar la ciudad de Terramunda la cual disponía de una arboleda al lado. En el transcurso de este asalto murió el maestre de campo Pedro de Paz a causa de un disparo en la frente. Se dice que dio tanta pena la muerte del maestre entre sus hombres (lo llamaban "Pedro de pan") que consiguieron trasladar en los hombros los cañones hasta las mismas murallas con el agua en el pecho, pues los holandeses, con el fin de frenar a los españoles, habían roto los diques de contención, anegando todo el campo.
Los españoles cada vez ganaban más terreno y los sitiados guardaban la esperanza de la ayuda de una flota, proveniente de Zelanda al mando de Justino de Nassau, un hijo bastardo de Guillermo de Orange, con la que se suponía que abastecería la ciudad de agua y víveres y además rompería el puente sobre el río Escalda. Para este plan, los holandeses contaron con el ingenio de un italiano, Federigo Giambelli, que enfadado con España, se pasó al bando holandés, este, creó unos barcos que tenían una torreta hecha de piedras y ladrillos en las que se introducía objetos, haciendo de metralla, y cómo no, pólvora. Estos barcos-mina, se untaban de pez, para ser totalmente impermeables al agua y no mojar la pólvora (pues si no, no ardía y no explotaba). Los barcos-mina, cumplieron muy bien su cometido, explotaron y segaron la vida a un centenar de hombres. El puente tuvo que ser reparado a duras penas.
Para que no volviera a ocurrir se le encomendó al coronel Mondragón, la construcción de un contradique con la que defenderse de estos buques. Cristóbal de Mondragón, terminado el contradique, tuvo que rechazar un ataque de las fuerzas navales de Justino de Nassau y de barcos procedentes de Amberes y lo consiguió.
Pasó el tiempo y los holandeses consiguieron reunir una flota de 160 barcos de diferente calado con la que querían arrollar el contradique. Los holandeses arrollaron los puestos avanzados españoles, pero en el contradique, los españoles consiguieron frenar el empuje de la flota holandesa gracias a que se llevó al mismo un tercio de españoles e italianos que consiguieron resistir hasta que se llevaron más refuerzos al dique. Luego los españoles asaltaron los buques holandeses en un cuerpo a cuerpo que duró ocho horas y en la que los españoles consiguieron tomar 25 naves y 75 cañones. En esta jornada los muertos del bando rebelde se contabilizaron en unos 3000 y en el bando imperial unos 1000, de los cuales casi 500 eran españoles.
Al fin, la ciudad se rindió en agosto de 1585, entrando los tercios españoles por las puertas teniendo al frente a su jefe, Alejandro Farnesio.
La victoria fue celebrada por los soldados con un gigantesco banquete sobre el puente del Escalda, con mesas que se extendían de orilla a orilla del río. Se cree que la celebración duró tres días. Tras las celebraciones desmantelaron el puente sobre el río y se reconstruyó la ciudadela-fortaleza levantada por el duque de Alba que el de Orange había posteriormente derruido.
Al conocer Felipe II la victoria de Amberes, otorgó el Toisón de Oro a Alejandro Farnesio por su fidelidad y valor. La noche en la que le comunicaron la noticia de la rendición de Amberes, el monarca se levantó de la cama y fue a la habitación de su hija Isabel y, abriendo la puerta, dijo «Nuestra es Amberes», volviéndose después a dormir, ante la sorpresa de su hija.
En septiembre, las tropas obtuvieron sus pagas, tras casi tres años sin cobrar.
Este episodio constituye uno de los episodios más brillantes de los Tercios y supuso un alarde de ingeniería, y despliegue táctico, como refleja el cronista Faminiano Estrada: 

Nunca con más pesadas moles fueron enfrenados los ríos, ni los ingenios se armaron con más osadas invenciones, ni se peleó con gente de guerra que en más repetidos asaltos hiciese más provisión de destreza y coraje. Aquí se echaron fortalezas sobre los arrebatados ríos, se abrieron minas entre las ondas, los ríos se llevaron sobre las trincheras, luego las trincheras se plantaron sobre los ríos, y como si no bastara sólo el trabajo de atacar Amberes, se extendieron los trabajos del general también a otras partes, y cinco fortísimas y potentísimas ciudades se cercaron a un mismo tiempo, y dentro del círculo de un año al mismo tiempo se tomaron.